# Trebišov
Trebišov (húngaro: Tőketerebes; alemán: Trebischau) es una pequeña ciudad industrial en la parte más oriental de Eslovaquia, con una población de alrededor de 23 000 habitantes. La ciudad es un centro administrativo, económico y cultural con la máquina (VAGONKA), alimentos (Frucona y DEVA) y la creación de industrias de materiales.

## Demografía
| Año        | 1994   | 2004    | 2014    | 2024    |
| ---------- | ------ | ------- | ------- | ------- |
| Población  | 21 824 | 22 934  | 24 500  | 22 780  |
| Diferencia |        | +5,08 % | +6,82 % | −7,02 % |

| Año        | 2023   | 2024    |
| ---------- | ------ | ------- |
| Población  | 22 812 | 22 780  |
| Diferencia |        | −0,14 % |

## Lugares de interés

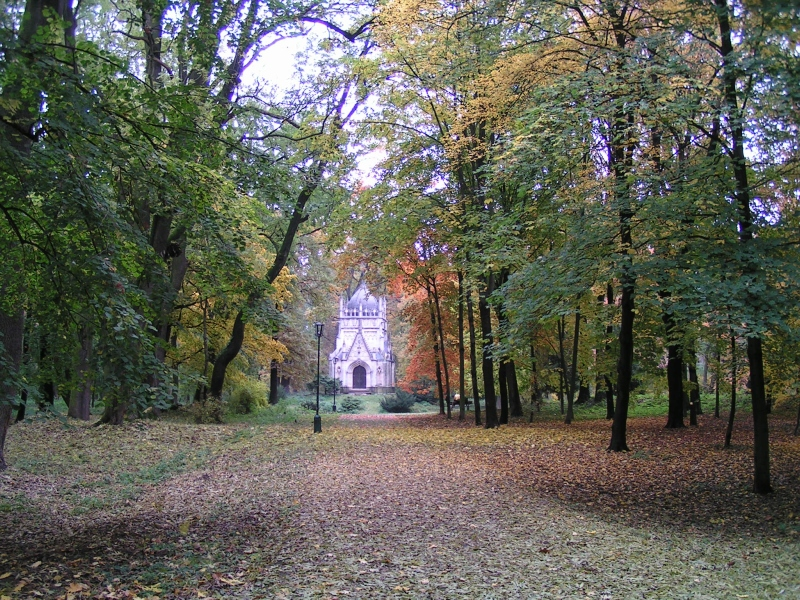
Mausoleo de la familia Andrássy.

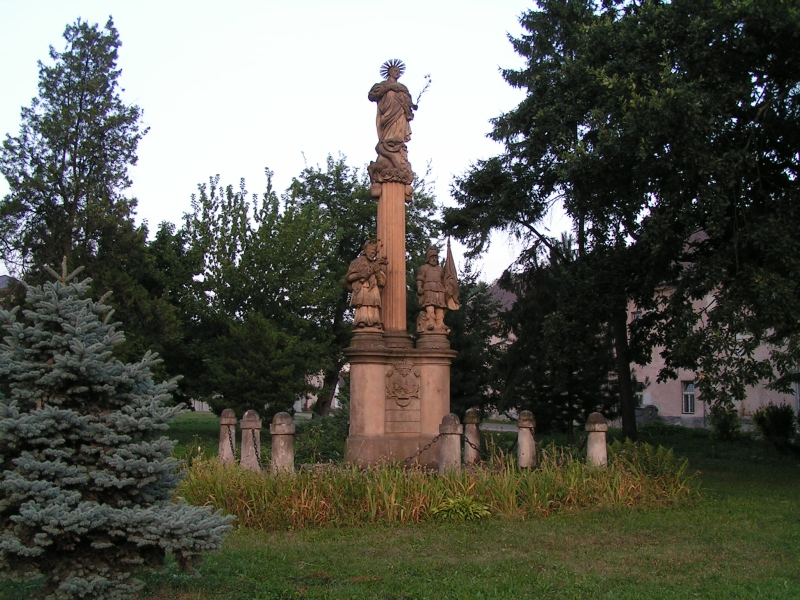
Inmaculada.

- Castillo Parič (ruinas) - construido en 1786 usando piedras de un castillo del siglo XIII, con:
  - Museo de Historia Nacional y el Museo de Geografía - en el castillo.
  - Un parque - en otro tiempo uno de los más bonitos parques de Austria-Hungría, contiene los restos del castillo de agua.
- Mausoleo de Andrássy - un mausoleo neogótico de 1896.
- Iglesia católica - ca. 1400, gótico, reconstruida en 1696.
- Monasterio paulino - 1502, relacionada con la Iglesia Católica.
- Iglesia ortodoxa - 1825.
- Casa de campo - 1786 de estilo neo-renacentista.

## Personajes relevantes
- Marián Čalfa, político.
- Marek Čech, futbolista.
- Jan Novak, futbolista.

## Ciudades hermanadas
- Jasło,  Polonia, desde 2006.

- Datos: Q256301
- Multimedia: Trebišov / Q256301

1. ↑  Worldpostalcodes.org, código postal n.º 07501.
2. 1 2  «Počet obyvateľov podľa pohlavia - obce (ročne) [om7101rr_obce=AREAS_SK]». Statistical Office of the Slovak Republic. 31 de marzo de 2025. Consultado el 31 de marzo de 2025.